# Pierluigi Nicolin

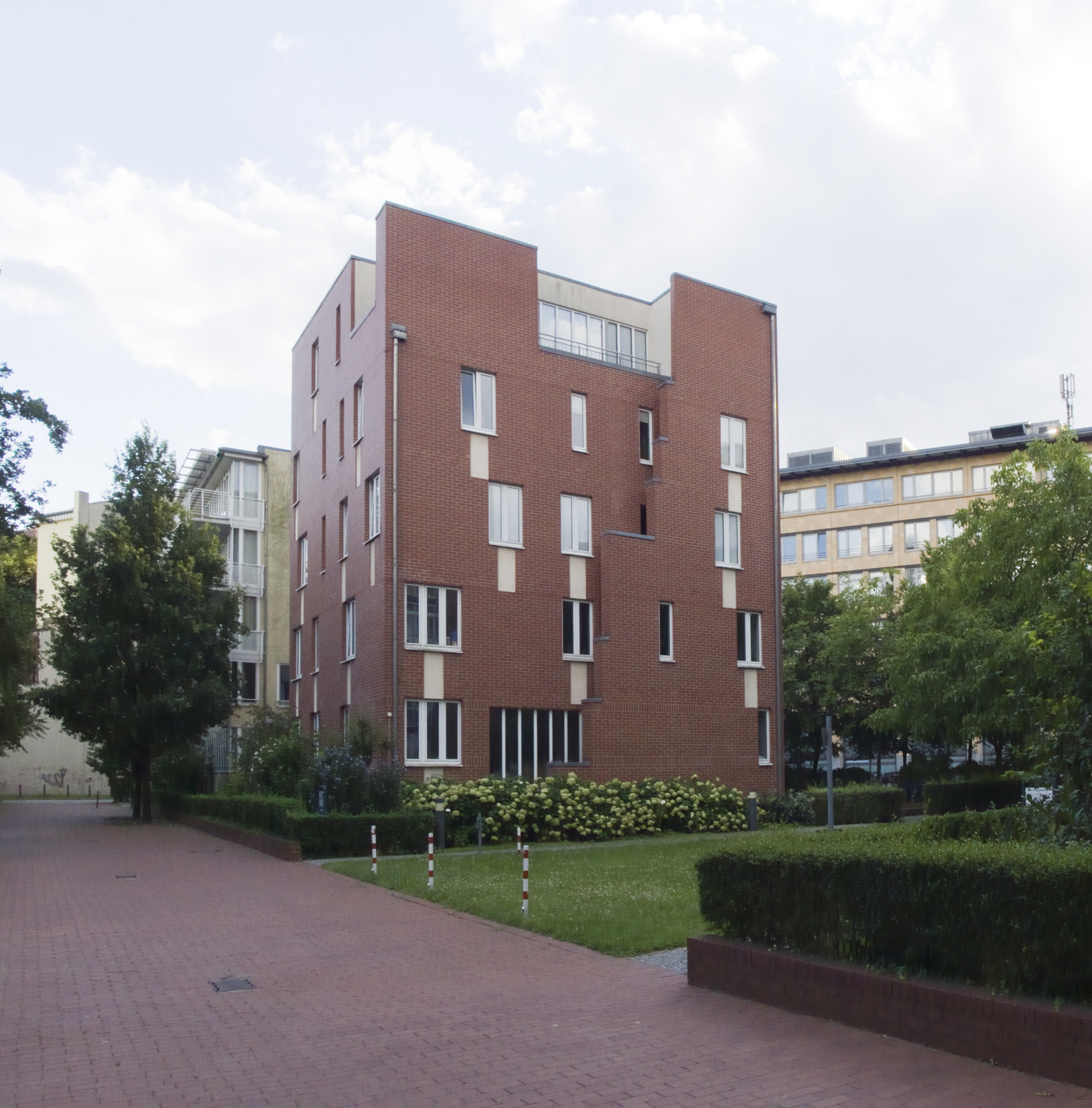
BA-Projekt-Nr. 18: Wohnpark am Lützowplatz, Stadtvilla, Karl-Heinrich-Ulrichs-Straße 20a (ehemals Einemstraße), Berlin-Tiergarten; Architekt Pierluigi Nicolin (Foto: 2012)

Pierluigi Nicolin (* 26. August 1941 in Bareggio; † 26. März 2025) war ein italienischer Architekt, Intellektueller, Autor, Kritiker und Hochschullehrer.

## Leben
Pierluigi Nicolin stammte aus Bareggio in der Nähe von Mailand und studierte Architektur am Politecnico di Milano und graduierte 1967 bei Franco Albini. Später wurde er ordentlicher Professor für architektonische Komposition an der Architekturfakultät der Universität und lehrte viele Jahre an der Universität Palermo in Sizilien, wo er mehrere Projekte durchführte. In den frühen 1970er Jahren war er zusammen mit Vittorio Gregotti, Pierluigi Cerri, Hiromichi Matsui und Bruno Viganò Gründungsmitglied von Gregotti Associati. Gegen Ende des Jahrzehnts gründete er sein eigenes Büro, Studio Nicolin, in Mailand.
Zu den Architektur- und Designprojekten von Nicolin gehörten die Ponte dell’Accademia für die Biennale di Venezia 1985 und die Brücke zwischen Bergamo Alta und Bergamo Bassa (1992). In Sizilien entwarf er das Projekt für die Neugestaltung der Stadt Gibellina (1991). In jüngerer Zeit gewann er die Wettbewerbe für das neue Justizzentrum von Trient (2006) und für das MOdAM – Museum und Schule für Mode in Mailand (2006). Zu Nicolins Arbeiten in Mailand gehören zahlreiche Projekte für das Viertel Garibaldi Repubblica (1992–2004), die Gestaltung des Fmc Congress Center (2002) und des Provinzzentrums der Provinz Mailand (2004). Seine „Porta di Milano“, eine leuchtende Schwelle, die das Terminal 1 des Flughafens Malpensa mit dem Bahnhof verbindet, wurde im April 2011 eingeweiht. Im selben Jahr schloss er die Innenrenovierung des Pavillons 6 des ehemaligen Mailänder Messegeländes ab.
Nicolin, der in Italien in den Bereichen Architekturkritik, -pädagogik, -forschung und -kuratierung eine führende Rolle spielte, war auch im Journalismus und im Verlagswesen sehr aktiv. Er verfasste mehrere Bücher, unter anderem über Mario Botta und Santiago Calatrava, und leistete Beiträge für Domus und Casabella. Vor allem aber war er seit 1978 Chefredakteur der vierteljährlich erscheinenden Fachzeitschrift Lotus International. Für seine Arbeit bei Lotus wurde er 2003 von der Triennale Mailand mit der Goldmedaille für Architekturkritik ausgezeichnet. Im Juni 2024 ehrte ihn die Triennale zusammen mit dem MAXXI mit einem Preis für sein Lebenswerk. Bei dieser Gelegenheit kündigte MAXXI an, dass die Archive von Lotus International Teil der Architektursammlung des Museums werden sollen. 2023 verlieh ihm das Inarch Istituto Nazionale di Architettura Lotus International den Bruno-Zevi-Preis für die Verbreitung der Architekturkultur.
Pierluigi Nicolin starb am 26. März 2025 im Alter von 83 Jahren.

„Mit seinem Tod verliert Italien einen unermüdlichen Ideengeber und neue Visionen für die Welt der Städte und der Architektur - eine Welt, die ohne ihn, seinen Lotus und seine scharfen und fruchtbaren Gedanken von heute an ärmer und trauriger sein wird.“